# Pavilhão Municipal de Desportos de Pontevedra
O Pavilhão Municipal de Desportos de Pontevedra é um centro desportivo coberto na cidade de Pontevedra, Espanha, com uma capacidade para 4.000 pessoas. É utilizado como bastião local pelas equipas de handebol Teucro e de futsal Leis, além da equipa de basquetebol CB Cidade de Pontevedra.

## História
O pavilhão foi projectado pelo arquiteto Alejandro de la Sota em 1964. Os trabalhos de construção começaram em 1965. Foi inaugurado a 13 de julho de 1968 por Juan Antonio Samaranch, Delegado Nacional para a Educação Física e Desporto. Um mês mais tarde, durante a celebração das festividades da Virgem Peregrina, realizou-se ali um concerto de Los Bravos, Los Silver Stones, Los Dobles e Karina com Los Pekes. O pavilhão tornou-se operacional em 1969. A primeira grande competição a ser realizada foi a Copa Latina de Andebol, em Março de 1969.
Desde a sua inauguração, o pavilhão tem acolhido concertos e diferentes espectáculos e eventos desportivos importantes, tais como o Campeonato Mundial de Andebol Junior em 1987 ou a Copa do Rei de Andebol em 2005.
Em 2022, foi apresentado um projecto de melhoramento financiado pelo Conselho Superior do Desporto com a substituição do campo de jogo, a pavimentação do perímetro do edifício, a rectificação das rampas de acesso, bem como a renovação do corrimão exterior e do marcador desportivo para afixação de informações relativas ao tempo de jogo e a pontuação. Além disso, serão instalados painéis solares no telhado para gerar energia para auto-abastecimento.
O pavilhão recuperará também o desenho original de Alejandro de la Sota, substituindo o telhado acrescentado em 1986 por outro semelhante ao desenhado pelo arquitecto.. 

## Descrição
É um exemplo notável da arquitetura espanhola contemporânea. De la Sota desenhou o interior do edifício como uma caixa inundada de luz, com uma estrutura elegante e delicada, que cria um efeito de leveza da malha espacial do telhado. Este é sustentado por mísulas, equilibradas como uma balança. Tem uma superfície plana e translúcida, como uma clarabóia. Em 2016 a Câmara Municipal de Pontevedra ordenou a renovação do telhado do pavilhão a fim de restaurar o aspecto original do exterior, que tinha sido modificado em 1986.
Todo este efeito foi revestido com painéis finos, que formaram o volume exterior do edifício. A fachada é constituída por grandes painéis pré-fabricados de concreto armado montados no local com uma espessura mínima. O edifício apresenta grande subtileza na concepção da carpintaria e pequenos elementos construtivos como rampas, corrimãos e parapeitos.
O edifício tem uma estrutura de betão armado e quatro torres laterais com escadas de acesso à parte superior. A fachada de betão pré-fabricado tem um acabamento característico de seixos.. 

## Galeria

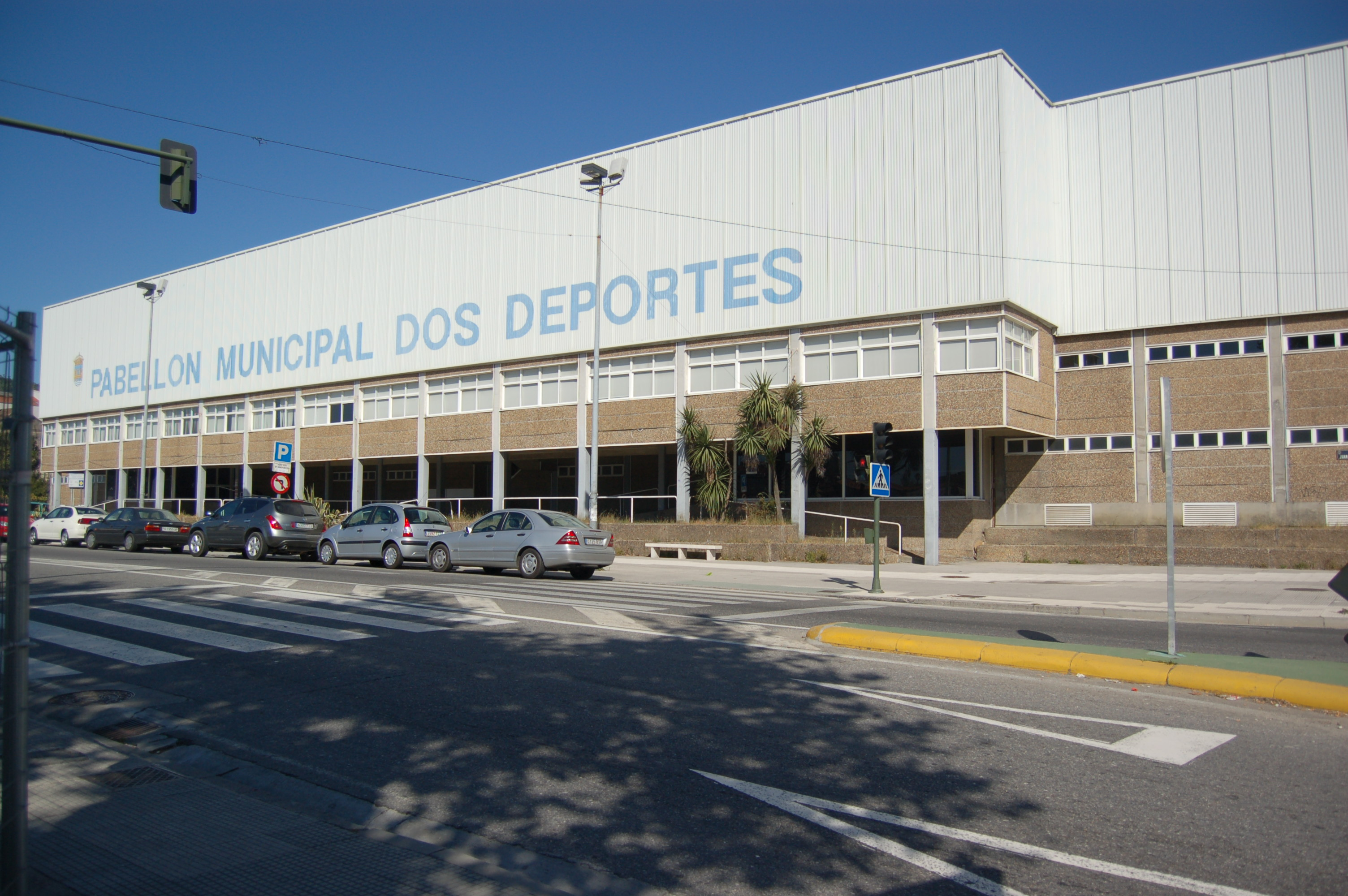
Fachada
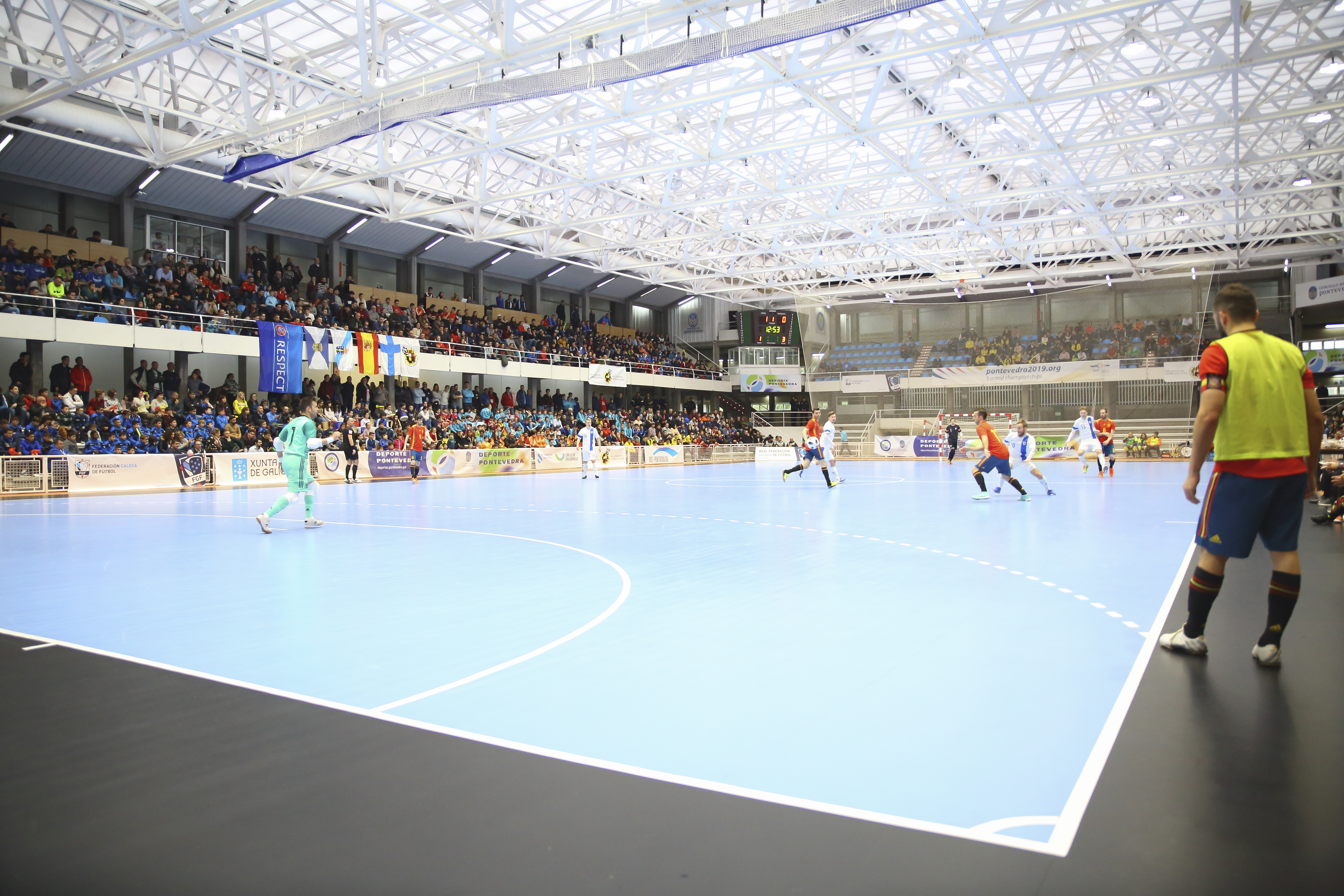
Novo telhado translúcido como o de 1968.
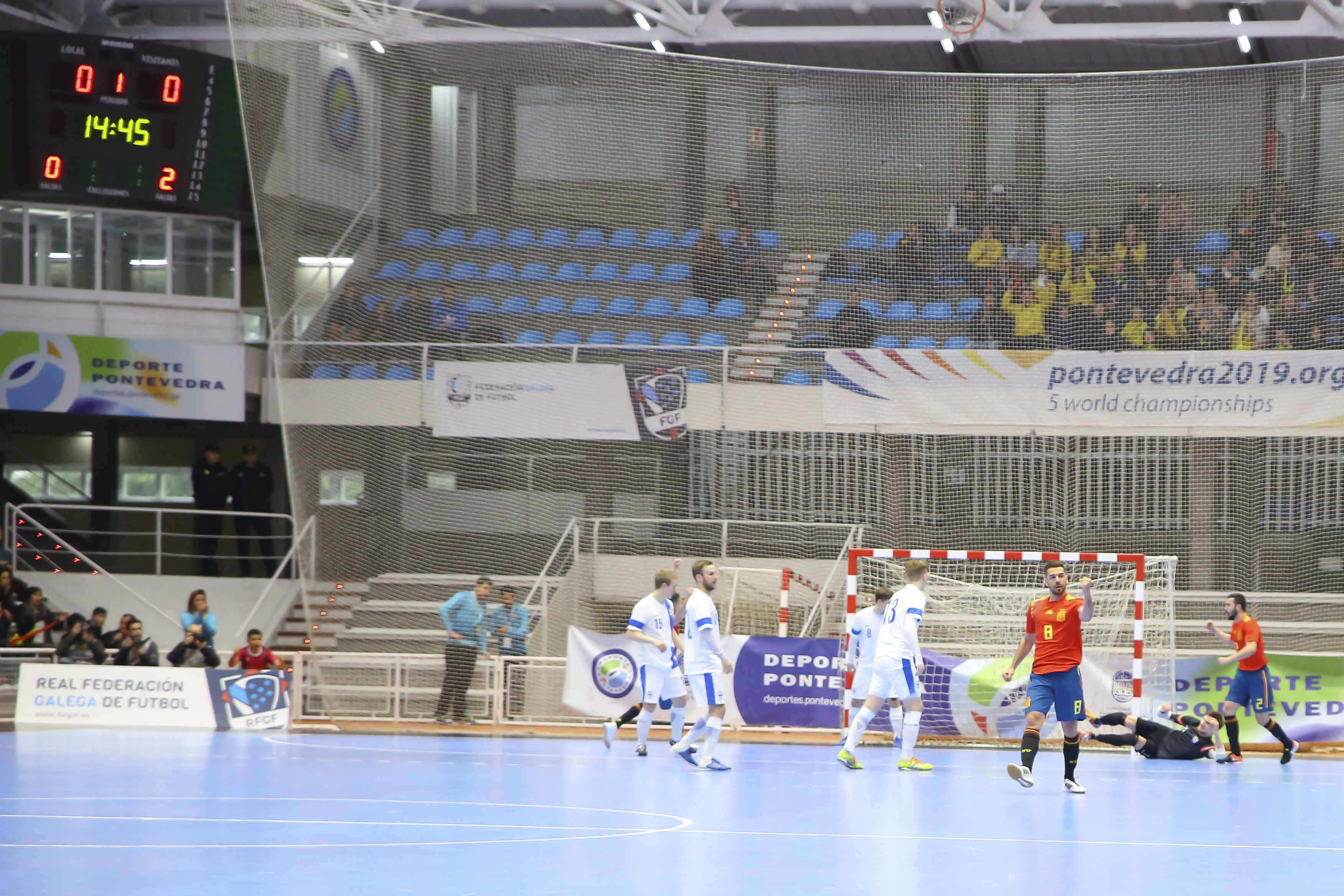
Interior do Pavilhão em 2018.
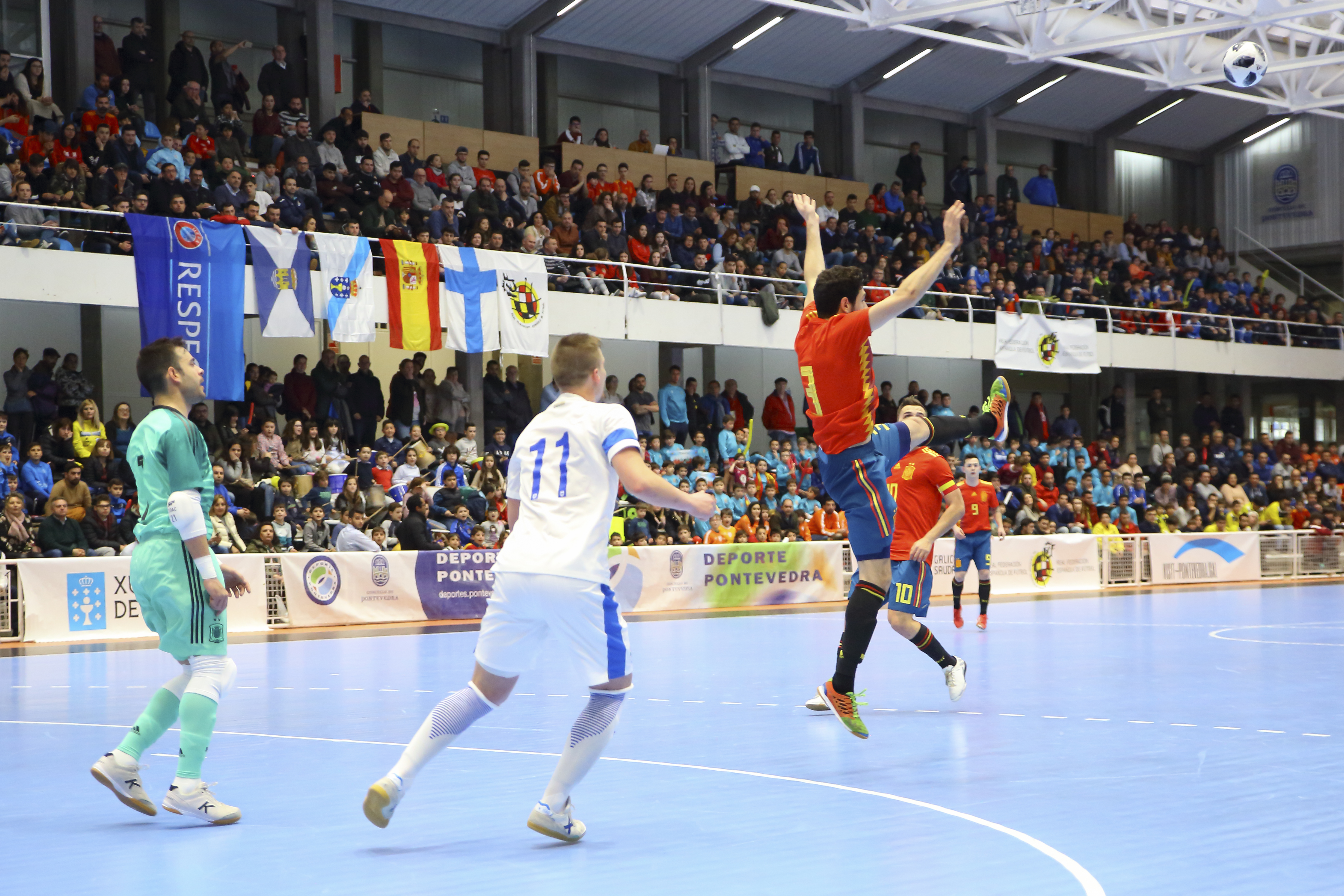
Jogo de futsal em 2018.
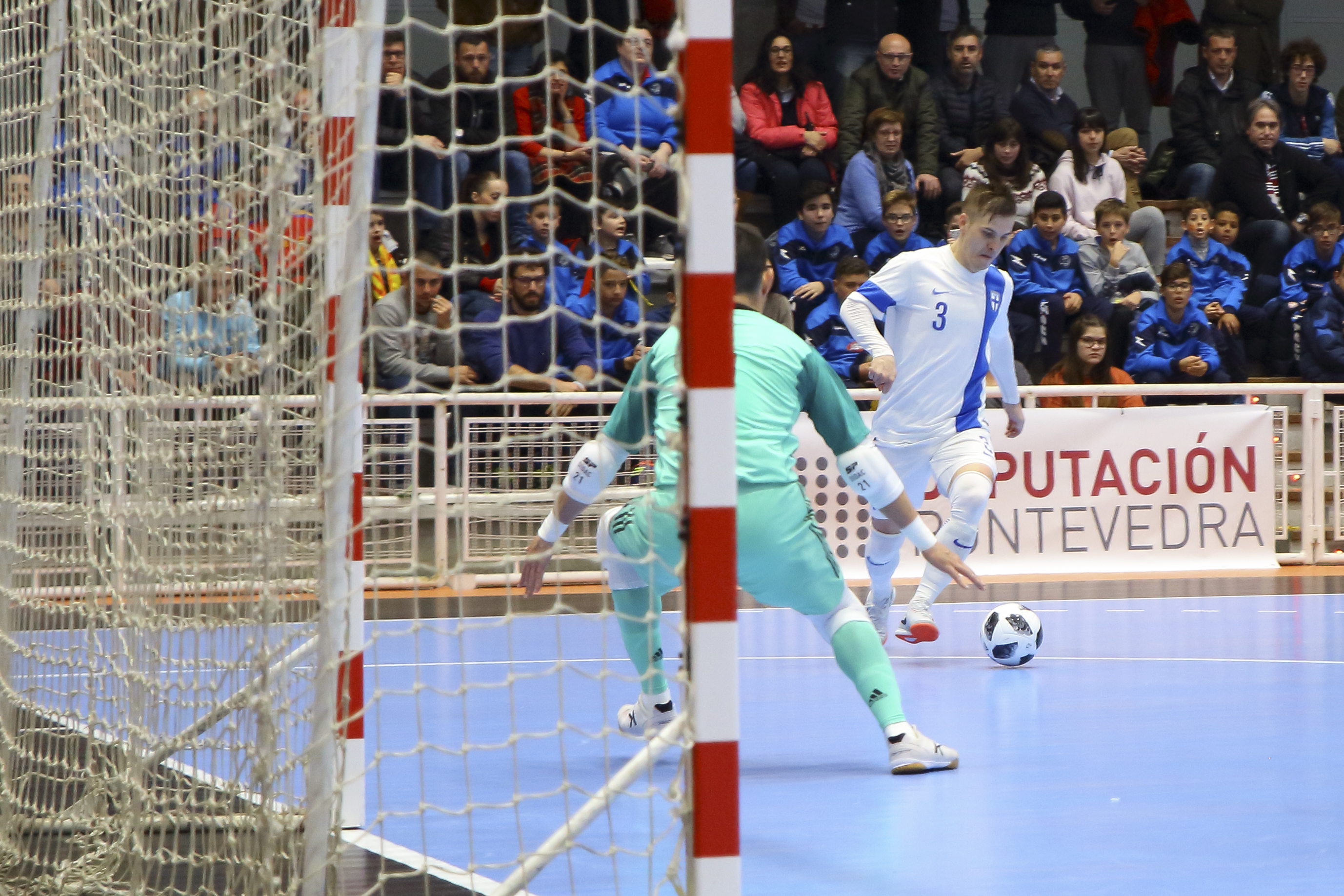
Gol

### Outros artigos
- Alejandro de la Sota
- O Burgo
- Palácio de Congressos de Pontevedra